# 1966年の阪急ブレーブス
1966年の阪急ブレーブスでは、1966年の阪急ブレーブスの動向をまとめる。
この年の阪急ブレーブスは、西本幸雄監督の4年目のシーズンである。

## 概要
前年球団初のリーグ優勝が期待されながらも4位に終わったチームは法政大学の長池徳士をドラフトで獲得して打撃陣の強化を図るが、それ以外の戦力は前年と不変だった。2年ぶりのAクラス入りが期待されたが、前年Bクラスの影響もあって近鉄との最下位争いが続いた。8月以降は成績が上向いて東京と4位争いを繰り広げるが、前年から順位を1つ落として5位で終了した。投手陣は先発四本柱のうち米田哲也が25勝をあげて最多勝を獲得し、足立光宏や石井茂雄も2ケタ勝利を挙げるも梶本隆夫が開幕から勝てず、防御率3点台ながらわずか2勝にとどまった。打撃陣は本塁打が前年の130本から89本とリーグ最下位に転落し、打率も.229でリーグ5位と過去2年間と違って貧打にあえいだ。シーズン終了後西本監督は秋季キャンプで「俺を辞任させるか続投させるかどうか、お前たちに一任する」として前代未聞の監督信任投票を行わせた。結果は「○」が多かったが「×」や白票も目立ち、西本監督は小林米三オーナーに辞表を提出。しかし小林オーナーが「来シーズンも西本監督でいく」と発言して西本監督の続投が正式に決定し、翌1967年の初優勝につながった。

## チーム成績

### レギュラーシーズン
| 1 | 遊 | 河野旭輝   |
| 2 | 三 | 住友平     |
| 3 | 左 | ウインディ |
| 4 | 二 | スペンサー |
| 5 | 一 | 石井晶     |
| 6 | 中 | 中田昌宏   |
| 7 | 右 | 長池徳二   |
| 8 | 捕 | 岡村浩二   |
| 9 | 投 | 石井茂雄   |

| 順位 | 4月終了時 | 4月終了時 | 5月終了時 | 5月終了時 | 6月終了時 | 6月終了時 | 7月終了時 | 7月終了時 | 8月終了時 | 8月終了時 | 最終成績 | 最終成績 |
| ---- | --------- | --------- | --------- | --------- | --------- | --------- | --------- | --------- | --------- | --------- | -------- | -------- |
| 1位  | 西鉄      | --        | 南海      | --        | 南海      | --        | 南海      | --        | 南海      | --        | 南海     | --       |
| 2位  | 東映      | 1.0       | 東映      | 4.5       | 西鉄      | 1.0       | 西鉄      | 1.5       | 西鉄      | 3.5       | 西鉄     | 4.0      |
| 3位  | 南海      | 1.0       | 西鉄      | 5.0       | 東映      | 2.0       | 東映      | 3.5       | 東映      | 5.5       | 東映     | 9.0      |
| 4位  | 阪急      | 3.5       | 東京      | 8.0       | 東京      | 8.5       | 東京      | 10.5      | 東京      | 12.0      | 東京     | 18.0     |
| 5位  | 東京      | 4.5       | 近鉄      | 10.5      | 阪急      | 10.5      | 阪急      | 13.0      | 阪急      | 14.5      | 阪急     | 22.0     |
| 6位  | 近鉄      | 5.0       | 阪急      | 11.0      | 近鉄      | 11.0      | 近鉄      | 13.5      | 近鉄      | 21.5      | 近鉄     | 31.0     |

| 順位 | 球団             | 勝 | 敗 | 分 | 勝率 | 差   |
| 1位  | 南海ホークス     | 79 | 51 | 3  | .608 | 優勝 |
| 2位  | 西鉄ライオンズ   | 75 | 55 | 8  | .577 | 4.0  |
| 3位  | 東映フライヤーズ | 70 | 60 | 6  | .538 | 9.0  |
| 4位  | 東京オリオンズ   | 61 | 69 | 4  | .469 | 18.0 |
| 5位  | 阪急ブレーブス   | 57 | 73 | 4  | .438 | 22.0 |
| 6位  | 近鉄バファローズ | 48 | 82 | 3  | .369 | 31.0 |

## オールスターゲーム
| ファン投票 | 選出なし |          |
| 監督推薦   | 米田哲也 | 足立光宏 |

## 表彰選手
| リーグ・リーダー | リーグ・リーダー | リーグ・リーダー | リーグ・リーダー |
| 選手名           | タイトル         | 成績             | 回数             |
| ---------------- | ---------------- | ---------------- | ---------------- |
| 山本公士         | 盗塁王           | 32個             | 初受賞           |
| 米田哲也         | 最多勝利         | 25勝             | 初受賞           |

| ベストナイン |
| ------------ |
| 選出なし     |